# 紅夢
『紅夢』（こうむ、原題：大紅灯篭高高掛）は、1991年製作の中国映画。張芸謀（チャン・イーモウ）監督、鞏俐（コン・リー）主演。

## 概要
原作は1990年に書かれた蘇童（スー・トン）の小説『妻妾成群 紅夢』（千野拓政訳、『季刊中国現代小説』第1巻20号）。撮影は山西省祁県に実在する清朝時代の大邸宅・喬家大院で行われた。
第48回ヴェネツィア国際映画祭で銀獅子賞を受賞。第64回アカデミー賞外国語映画賞にノミネートされた。中国本国では張芸謀（チャン・イーモウ）監督の前作『菊豆（チュイトウ）』に続き上映禁止になった。
2024年にはHDレストア版が上映された。日本では長らくDVD化されていなかったが、2025年4月に初めてHDレストア版がBlu-ray&DVD化された。

## あらすじ
1920年代の中国、 19歳の女学生・頌蓮（スンリェン）は、父親が亡くなった後実家が没落したため、陳佐千という富豪の第四夫人として嫁ぐことを余儀なくされた。彼の大邸宅に嫁入りした際には王室の様な待遇で、気持ちの良い足マッサージを受けた。屋敷の主人は、夜になり彼女の部屋に泊まる時門前に赤い提灯をかかげた。しかし頌蓮はすぐに全ての妾たちが同様の贅沢な待遇を受けていることに気づいた。主人は毎日どの妾の家で夜を過ごすかを決めるとその家の前に赤い提灯を灯し、その妾は足マッサージを受け、食事を決定したり下僕達の尊敬と服従を得ることができたのだ。
やがて、友情を築いたと思っていた第二夫人からの裏切りや、屋敷に出入りする医者と不倫をしていた第三夫人への凄惨な罰を目の当たりにし、主人の寵愛を巡る戦いの中で憔悴した頌蓮は次第に正気を失い、常軌を逸した行動に出るようになる…。

## キャスト
- 頌蓮（スンリェン）〈第四夫人〉：鞏俐（コン・リー）
- 梅珊（メイサン）〈第三夫人〉：何賽飛（ホー・ツァイフェイ）
- 陳佐千（チェン・ズォチェン）〈主人〉：馬精武（マー・チンウー）
- 卓雲（ヅォユン）〈第二夫人〉：曹翠芬（ツァオ・ツイフェン）
- 陳百順（チェン・パイスン）〈菅家＝執事長〉：周琦（チョウ・チー）
- 雁兒（エンアル）〈頌蓮の召使い〉：孔琳（コン・リン）
- 大太太〈第一夫人〉：金淑媛（チン・スウユエン）
- 宋媽（ソン・マー）〈陳家の召使い〉：丁惟敏（ティン・ウェイミン ）
- 点燈人：曹増銀（ツァオ・ゾンイン）
- 高医師（カオ・イーション）：崔志剛（ツォエ・チーガン）
- 飛浦（フェイプー）〈第一夫人の息子〉：初暁（ツゥ・シャオ）
- 曹二嬸（ツァオ・アルセン）〈陳家の召使い〉：徐薇（シュー・ウェイ）

## スタッフ
- 監督：張芸謀（チャン・イーモウ）
- 製作総指揮：侯孝賢（ホウ・シャオシェン）
- 製作：邱復生（チュウ・フウション）
- 原作：蘇童（スー・トン）『妻妾成群 紅夢』
- 脚本：倪震（ニイ・ゼン）
- 音楽：趙季平（チャオ・チーピン）
- 撮影：趙非（チャオ・フェイ）
- 編集：杜媛（トー・ユァン）
- 美術：曹久平（ツァオ・チェウピン）